# سفيند ألبينوس
سفيند ألبينوس (بالدنماركية: Svend Albinus)‏ هو مهندس معماري دنماركي، ولد في 28 أغسطس 1901، وتوفي في 16 فبراير 1995.